# تفکیک‌کننده فاستر-سیلی
تفکیک‌کننده فاستِر-سیلی یا آشکارساز فاستر-سیلی نوع متداولی از مدار آشکارساز FM است که در سال ۱۹۳۶ توسط دادلی ایی. فاستر و استوارت ویلیام سیلی اختراع شد. این مدار برای کنترل خودکار فرکانس گیرنده‌ها در نظر گرفته شده‌است، اما همچنین در دمدولاسیون سیگنال FM کاربرد دارد. از ترانسفورماتور RF هماهنگ‌شده برای تبدیل تغییرات فرکانس به تغییرات دامنه استفاده می‌کند. ترانسفورماتور، هماهنگ‌شده بر روی فرکانس حامل، به دو دیود یکسوساز متصل است. مدار شبیه به یکسوساز تمام-موج پُل است. اگر ورودی برابر با فرکانس حامل باشد، دو نیمه مدار ترانس هماهنگ‌شده ولتاژ یکسو شده یکسانی را تولید می‌کنند و خروجی صفر است. با تغییر فرکانس ورودی، تعادل بین دو نیمه ثانویه ترانس تغییر می‌کند و نتیجه آن ولتاژی متناسب با انحراف فرکانس حامل است.
تفکیک‌کننده‌های فاستر-سیلی، برخلاف برخی از آشکارسازها، به هر دوی فرکانس و دامنه حساس هستند؛ بنابراین برای حذف تغییرات دامنه سیگنال که به عنوان نویز تشخیص داده می‌شود، باید قبل از آشکارسازی از یک طبقه تقویت‌کنندهٔ محدودکننده استفاده شود. محدودکننده به‌صورت یک تقویت‌کننده کلاس-ای در دامنه‌های پایین‌تر عمل می‌کند. در دامنه‌های بالاتر آن به یک تقویت‌کننده اشباع‌شده تبدیل می‌شود که قله‌ها را برش می‌دهد و دامنه را محدود می‌کند.
انواع دیگر آشکارسازهای FM:
- آشکارساز شیب
- آشکارساز نسبت
- آشکارساز عمودبرهم
- آشکارساز حلقه قفل‌شده-فاز